# Thần giám hộ
Thần giám hộ (/ˈtjuːtəlɛri/) là một vị thần bảo trợ hoặc bảo vệ cho một địa điểm, đặc điểm địa lý, con người, dòng họ, quốc gia, văn hóa hoặc nghề nghiệp cụ thể. Từ nguyên của "thần giám hộ" thể hiện khái niệm về sự an toàn.